# Норман, Гельмут Теодор Вильгельм фон
Гельмут Теодор Вильгельм фон Норман (нем. Helmuth Theodor Wilhelm von Normann; 8 марта 1802, Нойштрелиц — 6 апреля 1832) — германский поэт и дипломат.
Родился с очень слабым здоровьем; его отец умер в первый год жизни сына. Начальное образование получил под руководством матери, имевшей титул баронессы, затем обучался в Педагогиуме (воспитательное заведение) в Галле; высшее образование с 1819 года получал в университете в этом городе, а также в Гёттингене и Гейдельберге; специализировался на изучении права. Получив диплом, работал в муниципальном суде Берлина, затем (после сдачи соответствующего экзамена) в высшем суде там же, но вскоре взял отпуск, чтобы сначала заняться изучением литературы и поэзии, с детства его привлекавших, а затем отправиться в путешествие по югу Франции, Италии (включая Сицилию) и Испании.
Вернувшись в Германию, сдал очередной экзамен, позволивший ему занять должность регирунгсасессора (старший государственный чиновник) в Аахене. Затем на год отправился в Париж, где в течение года изучал дипломатию в прусской дипломатической миссии, после чего вернулся в Берлин, сдал ещё один экзамен и в 1831 году был назначен советником по юстиции в прусском посольстве в Гамбурге. Летом того же года женился; испытывал некоторые финансовые затруднения. Скончался внезапно от «злокачественной скарлатины», которой заболел 1 апреля 1832 года.
Произведения его в стихах и прозе собраны его в «Gesammelte Schriften» (1846).